# Theodor Thalheim
Theodor Thalheim (* 25. März 1847 in Oels, Niederschlesien; † 4. Februar 1921 in Breslau) war ein deutscher Lehrer, Klassischer Philologe und Rechtshistoriker. Er ist besonders als Editor der attischen Redner und als Kenner des griechischen Staatsrechts bekannt.

## Leben
Theodor Thalheim, der älteste Sohn des Landgerichtsrates Albert Thalheim, besuchte von 1858 bis 1865 das Gymnasium in Oels, das er mit Auszeichnung abschloss. Ab Ostern 1865 studierte er Klassische Philologie an den Universitäten Jena, Leipzig, Berlin und  Breslau. Dabei beschäftigte er sich auch mit Philosophie, Germanistik und Rechtswissenschaft. Aus einer Berliner Preisschrift über eine Gerichtsrede des Lysias entwickelte er seine Abschlussarbeit. Anders als viele andere ging er nicht den Weg der Promotion. Im November 1868 unterbrach er sein Studium für ein Jahr, um beim 1. Schlesischen Grenadierregiment Militärdienst zu leisten. Ab Ostern 1870 bereitete er sich in Breslau auf das Staatsexamen vor.
Als im Juli 1870 der Deutsch-Französische Krieg ausbrach, meldete sich Thalheim freiwillig zum Kriegsdienst. Er nahm an den Schlachten bei Weißenburg und Wörth teil und wurde zum Leutnant der Reserve befördert. Nach der Belagerung von Paris wohnte er am 18. Januar 1871 der Kaiserproklamation im Spiegelsaal des Schlosses von Versailles bei und wurde wenige Tage später mit einigen anderen Offizieren dem Kaiser Wilhelm I. vorgestellt.
Nach der Rückkehr bereitete sich Thalheim auf das Staatsexamen vor, das er am 25. Februar 1872 bestand. Er erhielt die volle Lehrbefähigung für die Fächer Deutsch, Latein, Griechisch und Französisch, für Erdkunde und Geschichte bis zur Untersekunda. Zu Ostern 1872 begann Thalheim das Probejahr am Realgymnasium zu Reichenbach und am Gymnasium zu Ratibor. Am 1. April 1873 stellte ihn die Stadt Breslau als „ordentlichen Lehrer“ am Elisabeth-Gymnasium an.
In der Universitätsstadt Breslau konnte Thalheim neben dem Schuldienst seine wissenschaftlichen Interessen verfolgen. Er beschäftigte sich seit seinem Studium mit den attischen Rednern. Sein Gehalt ermöglichte ihm verschiedene Forschungsreisen, auf denen er zahlreiche Handschriften kollationierte. 1880 reiste er nach London, 1881 nach Florenz, Rom und Neapel. Trotz dieser günstigen Arbeitsbedingungen wechselte Thalheim 1882 in die kleinere Stadt Brieg, wo er eine Oberlehrerstelle am Königlichen Gymnasium erhalten hatte. Er konnte dort (anders als in Breslau) Unterricht in der Oberstufe erteilen.
Mit seinem Wechsel nach Brieg begann für Thalheim eine abwechslungsreiche Berufsphase. 1885 kehrte er nach Breslau zurück, um am neu eingerichteten König-Wilhelm-Gymnasium zu unterrichten. Zum 14. Mai 1888 wurde Thalheim zum Direktor des Gymnasiums zu Schneidemühl in Westpreußen ernannt. 1893 kehrte er nach Schlesien zurück, als Direktor des Gymnasiums zu Hirschberg. Von Januar bis September 1897 war er nebenamtlich mit der kommissarischen Verwaltung einer Provinzialschulratsstelle in Breslau betraut. In Hirschberg leitete Thalheim ab Ostern 1899 auch das neu eingerichtete pädagogische Seminar.
Kurz darauf wechselte Thalheim endgültig in die Schulverwaltung: Zum 1. Februar 1900 wurde er zum Provinzialschulrat ernannt, am 5. Februar zum Mitdirektor des Pädagogischen Seminars in Breslau. Ab September 1907 leitete er die wissenschaftliche Prüfungskommission für die Lehramtskandidaten. Seit dem 22. Januar 1908 war er Geheimer Regierungsrat. Während des Ersten Weltkriegs leitete er kommissarisch das Provinzialschulkollegium.
Aus gesundheitlichen Gründen trat Thalheim zum 1. Juli 1916 in den Ruhestand. Bei dieser Gelegenheit wurde ihm der Kronenorden 2. Klasse verliehen. Kurz darauf legte Thalheim auch den Vorsitz der wissenschaftlichen Prüfungskommission nieder. In seinen letzten Jahren widmete er sich vor allem seinen wissenschaftlichen Arbeiten. Er starb nach längerer Krankheit (fortschreitende Lähmung der Gliedmaßen) am 4. Februar 1921.

## Leistungen
Als Forscher beschäftigte sich Thalheim besonders mit den griechischen Rednern. Nach Handschriftenstudien in verschiedenen europäischen Bibliotheken erstellte er kritische Editionen von Lykurgos von Athen, Deinarchos, Lysias, Isaios, Xenophon und Antiphon von Rhamnus. Über die Beschäftigung mit den attischen Rednern wurde Thalheim zum Spezialisten des griechischen Staatsrechts. Als solcher besorgte er die Neubearbeitung des Lehrbuchs der griechischen Rechtsalterthümer von Karl Friedrich Hermann in der dritten (1884) und vierten Auflage (1895). Diese Neubearbeitungen werden auch nach den Verfassern als „Hermann-Thalheim“ zitiert. In Anerkennung seiner wissenschaftlichen Verdienste erhielt Thalheim am 28. Juli 1902 die philosophische Ehrendoktorwürde der Universität Breslau und am 2. Juli 1909 die juristische Ehrendoktorwürde der Universität Genf.
Thalheim schrieb von 1892 bis zu seinem Tode 293 Artikel für die Realenzyklopädie der klassischen Altertumswissenschaft, darunter auch einen 10 Doppelspalten umfassenden Artikel über Demosthenes.

## Schriften (Auswahl)
- Des Lysias Rede für Polystratus. Breslau 1876 (Programm des Elisabeth-Gymnasiums)
- Lycurgi oratio in Leocratem. Berlin 1880
- Dinarchi orationes tres. Berlin 1886
- Lysiae orationes, editio maior. Leipzig 1901. Zweite, verbesserte Auflage Leipzig 1913
- Lysiae orationes, editio minor. Leipzig 1901. Zweite Auflage Leipzig 1913
- Isaei orationes. Post Carolum Scheibium iterum edidit. Leipzig 1903. Nachdruck Leipzig 1963
- Demosthenes’ Neun Philippische Reden. Leipzig 1906
- Xenophontis scripta minora. Leipzig 1910. Zweite Auflage Leipzig 1915
- Antiphontis orationes et fragmenta. Post Frid. Blaß edidit. Leipzig 1914